# Apamea ribbei
Apamea ribbei är en fjärilsart som beskrevs av Rudolf Püngeler 1906. Apamea ribbei ingår i släktet Apamea och familjen nattflyn. Inga underarter finns listade i Catalogue of Life.